# Valero Rivera López
Valero Rivera López (* 14. Februar 1953 in Saragossa) ist ein spanischer Handballtrainer und ehemaliger Handballspieler. Rivera gilt als der erfolgreichste Vereinstrainer der Welt.

## Karriere
Valero Rivera widmete seine Handballkarriere zunächst dem FC Barcelona. Bereits in der Jugend spielte Rivera ab der Saison 1966/67 im Verein. Zur Saison 1971/72 gab er sein Debüt als Spieler in der ersten Mannschaft von Barca. Er wurde zum Mannschaftskapitän gewählt und blieb dies dann auch die nächsten elf Jahre. Mit dem FC Barcelona gewann Rivera eine Reihe nationaler Titel.
1980 erhielt er einen Bachelorgrad für Sport am Instituto Nacional de Educación Física de Cataluña (INEFC).
1983 beendete er mit erst 31 Jahren seine aktive Karriere. Im gleichen Jahr wurde er vom damaligen Vereinspräsidenten Josep Lluís Núñez als Nachfolger von Jordi Petit zum Trainer bestellt. Während der nächsten 21 Jahre übte Rivera dieses Amt aus und wurde in dieser Zeit der erfolgreichste Handballtrainer der Welt. Etwa 70 Titel, davon sechs Champions-League-Erfolge holte die Mannschaft unter seiner Regie. Unter Rivera spielten unter anderem Veselin Vujović, Iñaki Urdangarin und Rafael Guijosa. Zum Ende der Saison 2004/05 beendete er zunächst seine Karriere als Handballtrainer und wurde Spielervermittler. Ab dem 15. Dezember 2008 war Rivera Trainer der spanischen Handballnationalmannschaft der Männer. 2013 gewann er mit ihr die Weltmeisterschaft im eigenen Land.
Ab 2013 übernahm er die Katarische Männer-Handballnationalmannschaft, mit der er sechs Mal die Asienmeisterschaft gewann. Bei der Weltmeisterschaft 2015 unterlag er mit Katar erst im Endspiel. Im Herbst 2023 beendete er seine Tätigkeit für Katar.

## Privates
Rivera ist verheiratet mit Isabel Martinez. Mit ihr hat er zwei gemeinsame Kinder (Cristina und Valero). Sein Sohn Valero (* 1985) ist Handballnationalspieler und spielt für den HBC Nantes.

## Erfolge

### Als Spieler
- 3× Spanischer Meister: 1972/73, 1979/80, 1981/82
- 3× Copa del Rey de Balonmano: 1971/72, 1972/73, 1982/83
- 2× Liga Catalana de Balonmano (katalanischer Meister): 1981/82, 1982/83

### Als Trainer

#### International
- 1× Weltmeister 2013
- 5× Asienmeister: 2014, 2016, 2018, 2020, 2022
- 1× Vize-Weltmeister 2015
- 6× EHF Champions League: 1990/91, 1995/96, 1996/97, 1997/98, 1998/99, 1999/2000
- 5× Europapokal der Pokalsieger: 1983/84, 1984/85, 1985/86, 1993/94, 1994/95
- 1× EHF-Pokal: 2002/03
- 2× EHF Champions Trophy: 1996/97, 1997/98

#### National
- 12× Spanischer Meister: 1985/86, 1987/88, 1988/89, 1989/90, 1990/91, 1991/92, 1995/96, 1996/97, 1997/98, 1998/99, 1999/2000, 2002/03
- 8× Copa del Rey de Balonmano: 1983/84, 1984/85, 1987/88, 1989/90, 1992/93, 1993/94, 1996/97, 1997/98.
- 8× Spanischer Supercup: 1986/87, 1988/89, 1989/90, 1990/91, 1991/92, 1993/94, 1996/97, 1997/98
- 5× Copa ASOBAL: 1994/95, 1995/96, 1999/2000, 2000/01, 2001/02
- 11× Liga Catalana de Balonmano (katalanischer Meister): 1983/84, 1984/85, 1987/88, 1989/90, 1992/93, 1993/94, 1996/97, 1997/98